# Jean Boué
Jean Boué (* 1961 in Hamburg) ist ein deutscher Autor, Regisseur und Produzent von Dokumentarfilmen. Er hat hugenottische Wurzeln und lebt in der Prignitz in Brandenburg.

## Leben
Boué studierte in Hamburg Betriebswirtschaftslehre, Kunstgeschichte sowie Afrikanistik. Mitte der 1980er Jahre reiste Jean Boué als Handelsreisender durch die Comecon-Staaten. In Bulgarien verliebte er sich in das Land und in die Menschen. Auf dem Red-Cross-Filmfestival in der bulgarischen Hafenstadt Warna begegnete er Filmschaffenden aus Osteuropa, unter anderem dem Filmautor Angel Wagenstein. Boués Eindrücke Osteuropas vor der Wende haben ihn und sein Schaffen stark geprägt.
Seit 1989 ist er als Autor, Regisseur und Produzent von Dokumentarfilmen vorwiegend bei ARD, ZDF und Arte tätig.
Anfang der 1990er Jahre arbeitete Boué als freier Mitarbeiter in der Redaktion der Satiresendung Extra Drei  beim NDR. Hier lernte er den Dokumentarfilmer Klaus Wildenhahn kennen, der als Redakteur die dokumentarischen Filmreihen Der dokumentarische Blick und Augenblicke beim NDR betreute. Er inspirierte Boué dazu, erste eigene 16-mm-Kurzfilme beim NDR zu verwirklichen.
In den 1990er Jahren entstanden Filme, die den Mauerfall und das Verschwinden des Eisernen Vorhangs zum Thema hatten. Mit den Folgen der neuen Verhältnisse beschäftigte sich Boué etwa in Willkommen in Deutschland, Kurz vor Deutschland und Deutschland im Bus. Vor allem am Beispiel des Landes Bulgariens hielt er die Veränderungen in Osteuropa fest. In seinem ersten langen Dokumentarfilm In Spanien wird man brauner werden die Zuschauer auf tragikomische Weise mit der Verzweiflung der Menschen angesichts ihrer neuen Lebensrealitäten konfrontiert. Gemeinsam mit dem bulgarischen Filmemacher Georgi „Jacky“ Stoev begleitete Jean Boué 1996 die Rückkehr des bulgarischen Königs Simeon II. nach 50 Jahren Exil in seine Heimat.
Im Jahr 2000 rief Boué die Produktionsfirma JABfilm ins Leben. Für die ARTE-Reihe Ma Vie/Mein Leben entstanden zahlreiche dokumentarische Filmportraits bekannter Persönlichkeiten, darunter Richard Branson, Niki Lauda, Joe Jackson, Fritz Stern, Cornelia Funke und Iggy Pop. 2011 gründete Jean Boué gemeinsam mit Antje Boehmert und Christian Popp in Berlin die Produktionsfirma Docdays Productions, in der er bis 2017 als Geschäftsführer und Gesellschafter wirkte.
Musikalisch durchzieht das Werk von Jean Boué die Musik des Komponisten Hans-Jörn Brandenburg, mit dem er seit 1990 zusammenarbeitet.
Boué war Stipendiat der DEFA und Grenzgänger der Robert-Bosch-Stiftung. Seit 2013 ist er als Lehrbeauftragter an der Filmuniversität Babelsberg Konrad Wolf tätig. Er ist Mitglied der Arbeitsgemeinschaft Dokumentarfilm und der Deutschen Filmakademie. Viele seiner Filme wurden auf Festivals gezeigt und international ausgestrahlt. Seine Arbeiten wurden vielfach ausgezeichnet, unter anderem mehrfach mit dem Grimme-Preis und dem Civis-Preis.

## Filme
- 2023: Mein Onkel Lubo (Texte)
- 2021: Adoptiert (Buch & Regie)
- 2020: Die letzten Reporter (Buch & Regie)
- 2019: Die Unerhörten (Buch & Regie)
- 2018: Alkoholkinder (Buch & Regie)
- 2017: Refugee 11 (Buch & Regie)
- 2017: Dieses bunte Deutschland (Koautor)
- 2016: Ebola – das Virus überleben (Produzent)
- 2016: Verbotenes Gemüse (Buch & Regie)
- 2015: Hauptsache Arbeit (Buch & Regie)
- 2014: Mein Name ist Khadija  (Produzent)
- 2014: Die Prignitz lebt (Koautor & Regie)
- 2013: Adamshoffnung 112 (Autor & Regie)
- 2013: Sibirien, mein Großvater & ich (Koautor)
- 2012: Kein stilles Örtchen in Kibera (Buch & Regie)
- 2012: Call me Iggy (Buch & Regie)
- 2012: Abenteuer Bahnhof (Buch & Regie)
- 2011: Mads Mikkelsen – Mein Leben (Buch & Regie)
- 2011: Die Verkaufskanone (Buch & Regie)
- 2011: Potsdamer Strasse (Buch & Regie)
- 2011: Immer der Kohle nach (Produzent)
- 2010: Mit ohne Lesen (Buch & Regie)
- 2010: Heiner Geißler – Mein Leben (Bucht & Regie)
- 2010: Einfach nicht zu bremsen (Buch & Regie)
- 2009: Grundkurs für Helden (Produzent)
- 2009: Günter Wallraff – Mein Leben (Buch & Regie)
- 2009: Joe Jackson – Mein Leben (Buch & Regie)
- 2008: Kennzeichen Kohl (Buch & Regie)
- 2008: Töpfe auf Rädern (Produzent)
- 2007: Russland im Regal (Produzent)
- 2007: Cornelia Funke – Mein Leben (Buch & Regie)
- 2007: Hundeliebe auf bulgarisch (Buch & Regie)
- 2007: Peter Zadek – Mein Leben (Buch & Regie)
- 2007: Fritz Stern – Mein Leben (Buch & Regie)
- 2007: Niki Lauda – Mein Leben (Buch & Regie)
- 2006: Die Welt-Klasse (Buch & Regie)
- 2006: Nestinari (Buch & Regie)
- 2005: Ernst-August lässt bieten (Buch & Regie)
- 2004: Unser täglich Luft (Buch & Regie)
- 2004: Das Haus der Gebote (Buch & Regie)
- 2004: Wim Duisenberg – mein Leben (Buch & Regie)
- 2004: Eisbader schwimmen anders (Buch & Regie)
- 2003: Unser Dorf soll schöner werden (Buch & Regie)
- 2003: Konstantin Wecker – Mein Leben (Buch & Regie)
- 2002: Richard Branson – Mein Leben (Buch & Regie)
- 2002: Tyler Brulé – Mein Leben (Buch & Regie)
- 2001: Herr Klees, Herr Klinke & Herr Dikty (Buch & Regie)
- 2001: Uwe Seeler – Mein Leben (Buch & Regie)
- 2001: Russenfaust (Buch & Regie)
- 2000: Pferdewerkstatt (Buch & Regie)
- 2000: Kamerad Maultier (Buch & Regie)
- 2000: Ion Tiriac – Mein Leben (Buch & Regie)
- 1999: Bube, Dame & Tsatsiki (Buch & Regie)
- 1999: Neue Heimat Berlin (Buch & Regie)
- 1997: Das Ende vom Lied (Buch & Regie)
- 1997: Schützenfest (Buch & Regie)
- 1997: Heringstage (Buch & Regie)
- 1996: Die Rückkehr des Zaren (Buch & Regie)
- 1995: In Spanien wird man brauner (Buch & Regie)
- 1995: Der Blattmacher (Buch & Regie)
- 1995: Der wilde wilde Westen (Buch & Regie)
- 1994: Kalter Friede – Winter in Moskau (Buch & Regie)
- 1994: Grosse Freiheit in Kleinwaabs (Buch & Regie)
- 1993: Deutschland im Bus (Buch & Regie)
- 1993: Kurz vor Deutschland (Buch & Regie)
- 1993: Neuschwanstein. (Buch & Regie)
- 1992: Willkommen in Deutschland (Buch & Regie)
- 1992: 1 Minute (Buch & Regie)
- 1992: Wir hier, die da (Buch & Regie)
- 1991: Nachbar gut, alles gut (Buch & Regie)
- 1991: Drinnen und draussen (Buch & Regie)
- 1990: Setzen auf Sieg (Buch & Regie)

## Auszeichnungen
- 2020: Grimme-Preis für Die Unerhörten
- 2019: Nominierung Kindernothilfe-Medienpreis für Alkoholkinder
- 2018: European CIVIS-Media Award für Refugee 11
- 2017: NRW-Preis Medien & Integration für Refugee 11
- 2017: Grimme-Preis für die Produktion von Ebola. Das Virus überleben
- 2015: Nominierung Grimme-Preis für die Produktion von Ab 18 / Mein Name ist Khadija
- 2011: Grimme-Preis für 20 × Brandenburg – Mit ohne Lesen
- 2008: Nominierung Rias Prize für Fritz Stern – mein Leben
- 2007: Deutscher CIVIS-Media-Preis für Die Welt-Klasse
- 2002: Nominierung Adolf-Grimme-Preis für Herr Klees, Herr Klinke & Herr Dikty
- 2002: Nominierung Deutscher Kamerapreis für Herr Klees, Herr Klinke & Herr Dikty
- 2001: Nominierung Das silberne Pferd für Pferdewerkstatt
- 1997: Nominierung Adolf-Grimme-Preis für Schützenfest und Heringstage
- 1994: Nominierung Adolf-Grimme-Preis für Willkommen in Deutschland
- 1994: Prix ITB für Neuschwanstein